# Stolen Hearts
Stolen Hearts (amerikansk originaltitel: Two If by Sea) är en amerikansk romantisk komedifilm från 1996 i regi av Bill Bennett. Manuset skrevs av Ann Lembeck, Mike Armstrong och Denis Leary. Huvudrollerna spelas av Sandra Bullock, Denis Leary, Stephen Dillane och Yaphet Kotto.

## Handling
Tjuven Frank O'Brian (Denis Leary) har precis stulit en Matissemålning, tre dagar innan han egentligen skulle ha gjort det. Han tar med sin flickvän Roz (Sandra Bullock) till Amahonsett i New England för att invänta köparen och försöka reparera deras trasiga förhållande. Men istället för en lugn tid tillsammans hamnar de mitt i ett kaos. FBI är Frank i hasorna, mannen som hyrt honom för uppdraget beger sig till Amahonsett för att få tag på tavlan och grannen till huset de brutit sig in i börjar uppvaktar Roz. Trots de dåliga oddsen försöker Roz och Frank att fixa sitt förhållande men frågan är om de kommer att lyckas.

## Medverkande i urval
- Sandra Bullock – Roz
- Denis Leary – Francis "Frank" O'Brien
- Stephen Dillane – Evan Marsh
- Yaphet Kotto – O'Malley, FBI-agent
- Mike Starr – Fitzie
- Jonathan Tucker – Todd
- Wayne Robson – Beano
- Michael Badalucco – Quinn
- Lenny Clarke – Kelly
- Jonny Fido – Burke
- Don Gavin – Sully